# 小田久美子 (エデュケーター)
小田 久美子（おだ くみこ、1995年 - ）は、日本のエデュケーター。さっぽろ天神山アートスタジオスタッフ。

## 概要
1985年、鹿児島県生まれ。
鹿児島大学大学院 教育学研究科 教科教育専攻 美術教育専修 修了（教育学修士）。
鹿児島県霧島アートの森学芸推進員（2009-2012）、鹿児島市立美術館学芸補助、NPO法人 PandAコーディネーター（2012-2013）、及び、鹿児島市の文化薫る地域の魅力づくり実行委員会美術部会員（2012）、アーツ前橋教育普及担当学芸員（2013-2018）を経て、フリーランスとして活動。2023年4月より札幌市在住。